# Je m'appelle Bernadette
Pour les articles homonymes, voir Bernadette.
Pour plus de détails, voir Fiche technique et Distribution.
Je m'appelle Bernadette est un film français réalisé par Jean Sagols, produit par Jean-Pierre Dusséaux et Sydney Gallonde, sorti le 30 novembre 2011, sauf à Lourdes où le film est visible depuis le 1er août 2011. 
Il s'agit du premier long métrage de Jean Sagols, connu pour ses feuilletons télévisés (Les Cœurs brûlés, avec Mireille Darc, Les filles du Lido, avec Annie Girardot, Terre indigo, avec Francis Huster, etc.). Jean Delannoy avait lui aussi réalisé un diptyque, Bernadette et La Passion de Bernadette en 1988 sur cette histoire.

## Synopsis
Ce film est consacré aux apparitions et à la vie de Bernadette Soubirous. Les images, tournées essentiellement dans de vieux villages au Portugal, offrent une Bernadette de l'âge de 14 ans jusqu'à Nevers, combative, qui a dû lutter pour se faire entendre, qui a souffert, que l'on sent déterminée, avec un fort caractère.

## Fiche technique
- Titre : Je m'appelle Bernadette
- Réalisateur : Jean Sagols
- Scénario : Serge Lascar
- Production : Bernard Massas, Massane Production, Arbos Films, VAB Production, Zelig Films
- Pays d'origine :  France
- Durée : 110 minutes
- Date de sortie : 30 novembre 2011

## Distribution
- Katia Miran : Bernadette Soubirous
- Alessandra Martines : Louise Soubirous
- Francis Huster : Procureur Vital Dutour
- Michel Aumont : Abbé Dominique Peyramale
- Rufus : Mgr Forcade
- Francis Perrin : Commissaire Jacomet
- Alain Doutey : Docteur Dozous
- Arsène Mosca : Abbé Pomian
- Maria João Bastos : Sophie Pailhasson
- Eric Laugérias : Deschamps
- Marie Rousseau : Mère Alexandrine
- Ariane Carletti : Sœur Catherine
- Nicolas Jouhet : François Soubirous
- Vitor Andrade : Le journaliste

## Récompense
Katia Miran a été récompensée du prix du Poisson d'argent de la meilleure actrice pour son rôle au festival Mirabile Dictu en 2013